# 4-decanamina
La 4-decanamina es una amina primaria con fórmula molecular C10H23N.
- Datos: Q5652263